# Nicola Adams
Nicola Adams, MBE (nascuda el 26 d'octubre de 1982) és una boxadora britànica i la primera dona a guanyar un títol de boxa olímpica. Guanyadora de la medalla d'or en els Jocs Olímpics de 2012 que es va dur a terme a Londres, a partir de 2015 és la campiona regnant dels Jocs Olímpics, Jocs de la Commonwealth i els Jocs Europeus en pes mosca. Va ser la primera campiona de boxa femenina, tant en els Jocs Olímpics com en els Jocs de la Commonwealth.
Adams va representar a la Haringey Police Community Club en boxa. A partir de juliol de 2012 (i abans dels Jocs Olímpics de Londres), va ser classificada número dos del món en la divisió de pes mosca (51kg), darrere de la campiona del món xinesa Ren Cancan.
Adams va ser nomenada la persona LGBT més influent a Gran Bretanya per The Independent en 2012. També es va convertir en la primera persona obertament LGBT a guanyar una medalla olímpica d'or en boxa, després de la seva victòria en els Jocs Olímpics de 2012.

## Vida personal
Adams va néixer a Leeds, West Yorkshire. Es va educar a l'Església Agnes Stewart d'Anglaterra High School, Ebor Gardens, de Leeds. El novembre de 2012, ella va encapçalar la llista de 101 persones LGBT més influents de The Independent a Gran Bretanya en 2012.

## Carrera
| Any  | Torneig                                      | Lloc                                 | Resultat | Esdeveniment |
| ---- | -------------------------------------------- | ------------------------------------ | -------- | ------------ |
| 2007 | Campionat Europeu de Boxa Aficionada         | Vejle, Dinamarca                     | 2°       | 54 kg        |
| 2008 | Campionat Mundial de Boxa 2008               | Ningbo, República Popular de la Xina | 2°       | 54 kg        |
| 2010 | Campionat Mundial de Boxa 2010               | Bridgetown, Barbados                 | 2°       | 51 kg        |
| 2011 | Campionat de Boxa Amateur de la Unió Europea | Katowice, Polònia                    | 1°       | 51 kg        |
| 2011 | Campionat Europeu de Boxa Aficionada         | Rotterdam, Països Baixos             | 1°       | 51 kg        |
| 2012 | Jocs Olímpics                                | Londres, Regne Unit                  | 1°       | 51 kg        |
| 2014 | Boxa en els Jocs de la Commonwealth 2014     | Glasgow, Regne Unit                  | 1°       | 51 kg        |
| 2015 | Boxa en els Jocs Europeus 2015               | Baku, Azerbaidjan                    | 1°       | 51 kg        |